# Michèle Sarde
Pour les articles homonymes, voir Sarde (homonymie).
Michèle Sarde, agrégée de lettres (Université Paris Sorbonne-Paris IV), est une universitaire et écrivaine française, née en 1939. Elle a enseigné la littérature et la culture françaises ainsi que les études de genre et interculturelles à l’université de Georgetown, à Washington, de 1970 à 2001. Elle est actuellement professeure émérite de cette université, résidant au Chili et en France.
Son œuvre littéraire - qui traverse les cultures et les disciplines - reflète cette expérience, à la croisée de trois régions du monde et y puise son inspiration. Les fils conducteurs de son œuvre sont l'observation des femmes, l'interculturel, l'interaction entre l'histoire et le destin individuel et les systèmes totalitaires au XXe siècle. Elle est essayiste, biographe et romancière. Son œuvre a été traduite en anglais, espagnol, italien, japonais, néerlandais et russe.

## Essayiste
En 1984, Michèle Sarde publie un essai très remarqué, Regard sur les Françaises, qui obtient des prix de l'Académie française et de l'Académie des sciences morales et politiques. Il retrace l'histoire singulière des Françaises du Xe au XXe siècle. Cet ouvrage qui réinterprète les textes et présente des analyses sur l'histoire des femmes en France, propose également des portraits de femmes marquantes. Dans cet essai elle "met en œuvre une méthode très concrète, qui part de l'analyse des faits et des textes pour repérer mouvements ou continuités et élaborer ses concepts". C'est en 2007 que paraît De l'alcôve à l'arène, un essai qui prolonge l'analyse menée dans Regard sur les Françaises. À partir d'un travail de recherche comparative et multidisciplinaire (littérature, sociologie et sciences politiques) doublé d'interviews de femmes ayant marqué leur époque, elle mesure le chemin parcouru par les Françaises depuis les années 1980, dans leur quête d'égalité.
Michèle Sarde a publié de nombreux articles dans des revues universitaires.

## Biographe
Elle écrit tout d'abord une biographie de Colette intitulée Colette, libre et entravée, parue en 1978, ouvrage couronné par l'Académie française. Dans ce livre, Michèle Sarde part de l'œuvre de Colette pour la "recréer" à travers ses propres mots. "S'appuyant sur une documentation très riche, elle donne un  éclairage nouveau sur le personnage de Colette. C'est un livre qui marque, en même temps que l'édition de la Pléiade, le début de nouvelles approches critiques de Colette". Elle se consacre ensuite à l'écriture d'une biographie de Marguerite Yourcenar intitulée Vous Marguerite Yourcenar ; la passion et ses masques parue en 1995. Dans cette biographie - rédigée en forme de dialogue où Michèle Sarde s'attache à la reconstitution d'une enfance et d'une jeunesse mal connues - elle part "du texte pour déconstruire l'auteur, tant dans son destin individuel que dans son  appartenance à l'histoire collective".
En 1995, Michèle Sarde entreprend, avec une équipe de chercheurs, un projet de longue haleine : l’édition de la correspondance (1951-1968) de Marguerite Yourcenar, dont sont publiés déjà une anthologie et plusieurs volumes qui couvrent la période 1951-1967, ainsi qu’un hors-série de lettres adressées à Emmanuel Boudot-Lamotte.
Enfin, elle s'engage dans une nouvelle forme biographique avec Jacques le Français, paru en 2002. Ce livre inspiré d'entretiens relate le destin singulier de Jacques Rossi, jeune communiste franco-polonais (auteur du Manuel du Goulag), pris dans les purges de 1937, qui passa dix neuf ans dans le Goulag soviétique.

## Romancière
D'abord remarquée pour un premier roman Le Désir fou qui relate la traversée d'une passion destructrice, Michèle Sarde a puisé dans l'histoire tourmentée du XXe siècle. Dans Histoire d'Eurydice pendant la remontée, paru en 1991 (figurant sur la liste du prix Goncourt), elle évoque la guerre d'Algérie et la Shoah. L'œuvre s'organise autour du mythe d'Orphée et le reconstruit du point de vue d'Eurydice. Le roman s'inspire de deux héritages culturels et historiques : la mythologie grecque, revisitée par le prisme du féminisme et la tradition judéo-chrétienne. Constance et la cinquantaine, roman par courriel paru en 2003, a pour thème central le passage à la cinquantaine d'un groupe de femmes liées par l'amitié. Il évoque en arrière-plan, le génocide arménien et la dictature militaire au Chili. Puis elle se tourne vers le récit mémoriel et publie en 2016 Revenir du silence, qui retrace la saga d’une famille judéo-espagnole, issue de la Salonique ottomane puis intégrée en France dans les années vingt, qui subit les persécutions de l’Occupation nazie. Un deuxième volet de cette saga est publié en 2019 sous le titre À la Recherche de Marie J, qui entrecroise deux récits : celui de l’enquête de la narratrice à travers différents pays et celui de la quête romanesque d’une jeune séfarade d’Europe de l’Est dans la première moitié du XXe siècle.
Le troisième volet, publié en 2023 sous le titre Vous doña Gracia : l’aïeule de la tribu perdue, suit les péripéties de Gracia Naci, ancêtre historique adoptée par l’autrice, qui voua son immense fortune à soudoyer les grands pour fuir l’Inquisition tout en venant en aide aux juifs convertis persécutés dans l’Europe catholique de Charles Quint.

## Études
- 1978 : Colette : libre et entravée, Paris, Stock, 1978. (réédition Seuil, collection Points 1984) - Prix Roland de Jouvenel de l’Académie française en 1979
- 1984 : Regard sur les Françaises, Xe – XXe siècle, Paris, Stock, 1984. (réédition Seuil, collection Points, 1985) - Prix Biguet de l’Académie française, Prix de l’Académie des Sciences morales et politiques, Bourse Marcelle Blum
- 1995 : Vous, Marguerite Yourcenar : la passion et ses masques, Paris, Laffont, 1995.
- 1997 : Le livre de l'amitié : d'Homère à Georges Brassens, Paris, Seghers 1997 (Avec Arnaud Blin).
- 2002 : Jacques, le Français : pour mémoire du goulag, Paris, Le Cherche Midi 2002, (réédition, Pocket, 2005) (Avec Jacques Rossi).
- 2007 : De l'alcôve à l'arène : nouveau regard sur les Françaises, Paris, Laffont, 2007.

## Édition de correspondance
- 1995 : Marguerite Yourcenar, Lettres à ses amis et quelques autres, Paris, Éditions Gallimard (avec Joseph Brami)
- 2004 : Marguerite Yourcenar, D’Hadrien à Zénon : Correspondance 1951-1956, Paris, Éditions Gallimard (avec Joseph Brami, Maurice Delcroix, Élyane Dezon-Jones, Colette Gaudin et Rémy Poignault)
- 2008 : Marguerite Yourcenar, « Une volonté sans fléchissement » : Correspondance 1957-1960, Paris, Éditions Gallimard (avec Joseph Brami, Maurice Delcroix, Colette Gaudin et Rémy Poignault)
- 2011 : Marguerite Yourcenar, « Persévérer dans l'être » : Correspondance 1961-1963, Paris, Éditions Gallimard (avec Joseph Brami, Maurice Delcroix, Colette Gaudin et Rémy Poignault)
- 2013 : Marguerite Yourcenar, En 1939, l’Amérique commence à Bordeaux : Lettres à Emmanuel Boudot-Lamotte (1938-1980), Paris, Éditions Gallimard (avec Élyane Dezon-Jones)
- 2019 : Marguerite Yourcenar, « Le pendant des Mémoires d’Hadrien et leur entier contraire » : Correspondance 1964‑1967, Paris, Éditions Gallimard (avec Bruno Blanckeman, Élyane Dezon-Jones et Rémy Poignault)

## Romans
- 1975 : Le désir fou, Paris, Stock, 1975.
- 1991 : Histoire d'Eurydice pendant la remontée, Paris, Seuil, 1991.
- 1997 : Le salon de conversation, Paris, Lattès, 1997 (Avec Catherine Hermary-Vieille).
- 2003 : Constance et la cinquantaine, Paris, Seuil, 2003.
- 2016 : Revenir du silence : Le récit de Jenny, Paris, Julliard, 2016[7] - Grand Prix WIZO 2017.
- 2019 : À la recherche de Marie J., Paris, Julliard, 2019.
- 2023 : Vous Doña Gracia : l’aïeule de la tribu perdue, Paris, éd. Mialet Barrault, 2023,  (ISBN 978-2080241535).

## À propos de l'œuvre (articles universitaires)
- Miguet-Ollagnier, Marie. "Histoire d'Eurydice pendant la remontée de Michèle Sarde: un contre Orphée?", Uranie 2 (1992): 145-161.
- Plate, Liedeke. "Breaking the Silence: Michèle Sarde's Histoire d'Eurydice pendant la remontée", Women in French Studies 3 (Fall 1995): 90-99.
- Proulx, Patrice J. "Of Myth and Memory: Rereading Michèle Sarde's Histoire d'Eurydice pendant la remontée", Religiologiques: Sciences Humaines et Religion 15 (Spring 1997): 179-187.
- Delcroix, Maurice. « Marguerite Yourcenar : une biographe devant ses biographes » in Cahiers de l’Association internationale des études françaises, 2000, n°52. pp. 201-220.
- Boloumié, Arlette. « La Résurgence du mythe d’Eurydice et ses métamorphoses dans l’œuvre d’Anouilh, de Pascal Quignard, de Henri Bosco, de Marguerite Yourcenar, de Michèle Sarde, et Jean Loup Trassard », Loxias, Loxias 2 (janv. 2004), mis en ligne le 15 janvier 2004.
- Nguyen, Victoria. « Histoire d’Eurydice pendant la remontée de Michèle Sarde : plasticité de la réécriture mythologique », Interartes. Diegesi migranti, a cura di Laura Brignoli, Milano, Mimesis ed., 2019, p. 71-80.
- Poignault, Rémy. « Histoire d’Eurydice pendant la remontée de Michèle Sarde : une alchimie yourcenarienne ? », Interartes. Diegesi migranti, a cura di Laura Brignoli, Milano, Mimesis ed., 2019, p. 81-95.
- Nguyen, Victoria. « Histoire d’Eurydice pendant la remontée de Michèle Sarde : histoire d’une réécriture », Mémoire de littérature française, Université Clermont Auvergne, 2019.

Des critiques parues dans les journaux ainsi que des interviews et des présentations audiovisuelles autour de chaque ouvrage figurent dans  https://www.michelesarde.com/ecriture

## Distinctions
- Chevalière des Palmes académiques
- Chevalière des Arts et des Lettres
- Chevalière de l'ordre national du Mérite